# チューブマン

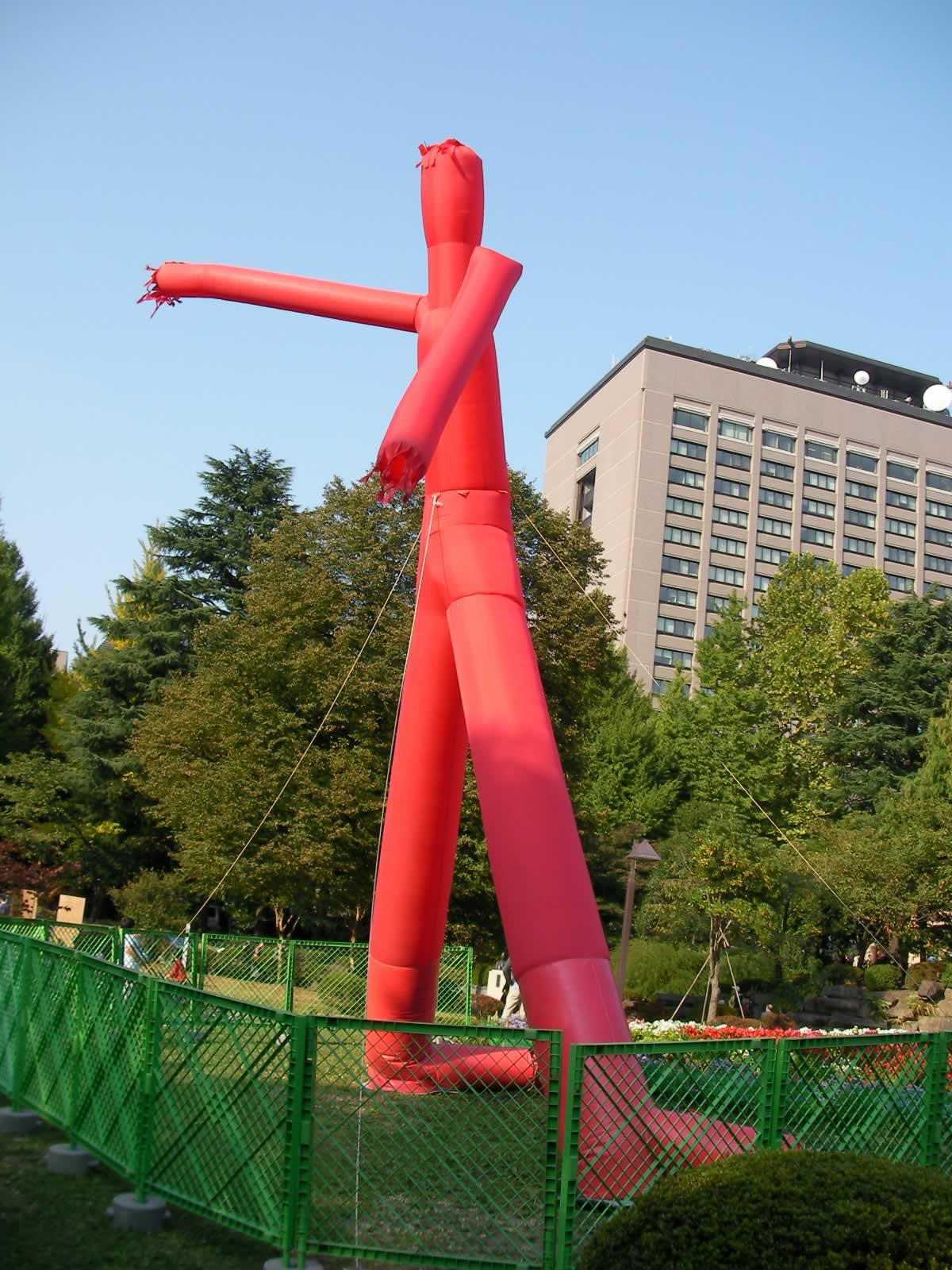
チューブマン。日本、仙台市。

チューブマン（英語: tube man、別名：skydancer、air dancer、wacky waving inflatable arm flailing tube man）とは、電動の扇風機に接続されて稼働する（2つ以上の出口を持つ）長い織物のチューブで作られた広告商品である。電動の扇風機がチューブ内に空気を送ることにより、チューブがいろいろな方向に動き、ダイナミックなダンスと波のような動きをする。
トリニダード・トバゴ出身のアーティスト、Peter Minshallがコンセプトを考案し、1996年の夏季オリンピックのためにイスラエルのアーティスト、Doron GazitとArieh Drangerを含むチームによって開発された。Minshallは当初、彼の発明を「トールボーイ（Tall Boy）」と呼んでいた。Gazitは最終的に、膨らませて踊る人間の形をしたバルーンのコンセプトの特許を取得し、装置を製造・販売するさまざまな企業に特許をライセンス提供した。

## 合法性
アメリカ合衆国の一部の地方自治体では、これらの製品の使用を禁止している。2010年に施行されたヒューストンの条例では、人の注意を引くためのすべての装置の使用を禁止しており、そのような装置の使用は「都市の視覚的な混乱と荒廃に寄与し、コミュニティと都市の市民にとって美的環境、安全性および生活の質に悪影響を与える」と述べている。